# 2233 Kuznyecov
A 2233 Kuznetsov (ideiglenes jelöléssel 1972 XE1) a Naprendszer kisbolygóövében található aszteroida. Ljudmila Vasziljevna Zsuravljova fedezte fel 1972. december 3-án.